# Olympische Winterspiele 2014/Teilnehmer (Liechtenstein)
| Gelbes Symbol für Goldmedaillen mit stilisierten Olympischen Ringen | Graues Symbol für Silbermedaillen mit stilisierten Olympischen Ringen | Braundes Symbol für Bronzemedaillen mit stilisierten Olympischen Ringen |
| ------------------------------------------------------------------- | --------------------------------------------------------------------- | ----------------------------------------------------------------------- |
| —                                                                   | —                                                                     | —                                                                       |

Liechtenstein nahm 2014 mit vier Athleten bei den Olympischen Winterspielen teil. Fahnenträgerin an der Eröffnungsfeier war Skirennläuferin Tina Weirather. Chef de Mission war Robert Büchel.

## Teilnehmer nach Sportarten

### Ski Alpin
Männer
- Marco Pfiffner

Frauen
- Marina Nigg
- Tina Weirather

- Abfahrt: nicht am Start
- Super-G: nicht am Start

### Skilanglauf
- Philipp Hälg

- Skiathlon: 43. Platz
- 15 km klassisch: 27. Platz